# Йенсен, Йеспер (1987)
Йеспер Йенсен (дат. Jesper Jensen; 5 февраля 1987 года, Нюбру, Швеция) — датский и шведский хоккеист, нападающий. Игрок сборной Дании.

## Карьера
Йеспер Йенсен родился в Швеции, однако свою профессиональную карьеру он начал в Дании в клубе "Фредриксхавн". В 24 года форвард переехал в Германию, однако уже вскоре он перебрался на родину в "Карлскруна". Вместе с командой Йенсен вышел Шведскую хоккейную лигу, в которой он дебютировал уже в составе "Рёгле".
В 2016 году Йенсен перешел в "Брюнес". В дебютный сезон нападающий вместе с ним становился серебряным призером чемпионата Швеции.

## Сборная
Йенсен прошел через все юношеские сборные Дании. За главную национальную команду он дебютировал на Чемпионате мира в Швейцарии в 2009 году. С тех пор он принял участие в восьми первенствах планеты.